# FSB (banda)
FSB es una banda de rock de Bulgaria formada en 1975. El grupo fue fundado por el guitarrista Ivan Lechev, el tecladista Konstantin Tsekov y el cantante Rumen Boyadzhiev. En la actualidad FSB es considerado como un grupo de culto.

## Integrantes

### Formación actual
- Rumen Boyadzhiev - vocales, teclados
- Konstantin Tsekov - teclados, vocales de apoyo
- Ivan Lechev - guitarra

### Exintegrantes
- Aleksandar Baharov - bajo (1975 - 1983)
- Peter Slavov - batería (1979 - 2006) (fallecido en el 2008)
- Ivaylo Kraychovski - bajo (1983 - 2007) (fallecido en el 2018)

## Discografía
| Años | Título                          |
| ---- | ------------------------------- |
| 1978 | Non-Stop                        |
| 1979 | FSB 2                           |
| 1980 | The Globe                       |
| 1981 | 78 RPM                          |
| 1983 | Ten Years Later                 |
| 1983 | FSB VI                          |
| 1985 | FSB na koncert — FSB In Concert |
| 1987 | I Love You Up To Here           |
| 1989 | Niama kak/Visoko EP             |
| 1990 | FSB                             |
| 1992 | Attempt at flying               |
| 1995 | Wolfish times                   |
| 1995 | Wind is coming                  |
| 1995 | The last Man                    |
| 2010 | FSB.                            |